# 比例

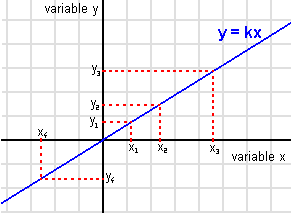
y 正比於 x。

在数学上，要定义“比例”，必须先定义“比”。比（ratio）是兩個非零數量 {\displaystyle y} 與 {\displaystyle x} 之間的比較關係，記為 {\displaystyle y:x\;(x,y\in \mathbb {R} )}，在計算時則常写作：{\displaystyle {\frac {y}{x}}} 或 {\displaystyle y/x}。
比例（proportion）或比例式，是“两个比”相等的式子；表示同类型（相同单位）的“两个比之间”的关系。因此，比值相等的两个比才能组成比例，且比例必须以等式的形式呈现。例如：{\displaystyle {\frac {y}{x}}={\frac {b}{a}}} 或 {\displaystyle y:x=b:a} 才能称作比例，而 {\displaystyle {\frac {y}{x}}} 或 {\displaystyle y:x} 只能称作比。
组成比例的四个数，称为比例的项；等式最两端的两项称为外项，等式中央的两项称为内项。与比不同的是：比由两个数组成；比例由四个数组成。
若两个變量的关系符合：其中一个量等于另一个量乘以一个常数 {\displaystyle k}（{\displaystyle y=kx}，{\displaystyle k} 稱為 比例常数 或 比例係數），或等价地表达为：两變數的比值為一個定值（此定值或商，稱為 比（ratio），但比的定义不限于定值），则称两者是“成比例的”，或称两者“成正比”。
若几对变量共享相同的直接比例常数，则表示这些比值相等的方程称为比例式（proportion）或等比关系。例如：b/a = y/x = ⋯ = k 。比例性（proportionality）则与线性关系（linearity）密切相关。

## 定义
若存在一常数 {\displaystyle k}，使：{\displaystyle y=kx}，（{\displaystyle y} 是因变量，{\displaystyle x} 是自变量，{\displaystyle k} 是常数，且 {\displaystyle k}{\displaystyle \neq }{\displaystyle 0}），
则称变量 {\displaystyle y} 与变量 {\displaystyle x} 成比例（有时也称为“成正比”）。当 {\displaystyle x} 和 {\displaystyle y} 成正比关系时，当{\displaystyle x} 变为原來 {\displaystyle k} 倍时，{\displaystyle y} 也会变为原來的 {\displaystyle k} 倍；此時 {\displaystyle x,y} 两个变量成线性函数关系或正比例函數關係。这種函數是一次函数 {\displaystyle y=kx+b} 取 {\displaystyle b=0} 的特殊情況；该关系通常用數學符號 {\displaystyle \propto }（正比号）表示为：{\displaystyle y\propto x}，并称该常数
{\displaystyle k} （{\displaystyle ={\frac {y}{x}}}） 为 比例常數 或 比例係數 或 比例关系中的常数。
在日常生活中，正比这个词的使用并不严格局限于线性函数，一般来说，一个变量随着另一个变量的增大而增大（或因一个变量的减小而减小），近似地满足线性关系时，我们就可以说这两个变量成正比。

### 符号和术语
数{\displaystyle A}和{\displaystyle B}的“比”可以表示为：
- {\displaystyle A}与{\displaystyle B}之比
- {\displaystyle A}比{\displaystyle B}
- {\displaystyle A:B}
- {\displaystyle A}除以{\displaystyle B}商的分数形式（有理数）
- {\displaystyle {\frac {A}{B}}}

当“两组比”相等时，表达{\displaystyle A:B}与{\displaystyle C:D}相等的形式为{\displaystyle A:B=C:D}或{\displaystyle A:B::C:D}；口头或书面的表达形式也可以为「{\displaystyle A}比{\displaystyle B}等于{\displaystyle C}比{\displaystyle D}」。而{\displaystyle A,B,C,D}有特定的名称：{\displaystyle A,D}称为比例的外项，{\displaystyle B,C}称为比例的内项。

## 等比关系
兩個比例之間也可以互相比較，若兩個比例相等（即其比值相同），则稱這個相等關係為等比關係。
例如，{\displaystyle y:x=u:o}是等比關係，则：{\displaystyle xu=yo}。
需要注意的是：如果第二項等於第三項，例如：{\displaystyle y:x=x:z}{\displaystyle (x,z\neq 0)}，则：{\displaystyle x^{2}=yz\rightarrow x={\sqrt {yz}}}，或{\displaystyle x=-{\sqrt {yz}}}，{\displaystyle x}稱為{\displaystyle y}與{\displaystyle z}的幾何平均數（geometric mean）。

## 通約性
如果{\displaystyle y}與{\displaystyle x}是可通約的（或称“可通分的”），那么它們之間存在一個公约数（common measure），用{\displaystyle m\;(m\in \mathbb {R} )}表示。使：{\displaystyle y=mp,x=mq\;(p,q\in \mathbb {Z} )}。
此时，{\displaystyle y:x}就相等於{\displaystyle p,q}的比，即：{\displaystyle y:x=mp:mq=p:q}，
那麼，{\displaystyle y:x}就稱為可通約比（commensurable ratio）（或称“可通分比”），{\displaystyle {\frac {p}{q}}}称為分數，其比值称為有理數；反之，若不存在公约数，{\displaystyle y:x}就稱為不可通約比（incommensurable ratio）（或称“不可通分比”），其比值稱為無理數，即“無法表示為分數的數。”

## 用法與歷史
現代數學對於比例的用法並沒有嚴格限制，例如，在一個班級裡面，我們可以說：「男孩與女孩的比例是2比1」。然而，在古希臘數學中，由於比例是用來表示倍數關係，所以必須是相同種類的數量才能構成比例，例如，歐幾里得在《幾何原本》第五冊中如此定義比例：

比例是兩個同類數量之間的大小關係。

阿基米德使用這個定義來敘述均勻運動（uniform motion）的等比關係
在一個均勻運動中，兩段距離的比例相等於它們所需時間的比例。
阿基米德所要描述的，就是勻速運動，但是古希臘數學並不接受距離與時間的比例 （亦即速率），因為它們是不一樣的數量，所以他沒有辦法直接說：「均勻運動就是每一點上的速率皆相等」。當採用古希臘的比例論來敘述時，必須取兩段距離{\displaystyle L_{1}}與{\displaystyle L_{2}}以及所需時間{\displaystyle T_{1}}與{\displaystyle T_{2}}，均勻運動（勻速運動）就是{\displaystyle L_{1}:L_{2}=T_{1}:T_{2}}。

## 举例
- 假设某人以匀速运动，则其运动的距离是和运动的时间成正比的，所以速度就是当中的比例常数。
- 圆的周长与其直径成正比，当中的比例常数就是π。
- 在按比例尺绘制的地图上，地图上任意两点间的距离是和该两点所代表的实际地点之间的距离成比例的，当中的比例常数即是绘制该地图所使用的比例尺系数。
- 物理学中，地球的重力对在海平面上的某物体的作用力的数值与该物体的质量成正比，当中的比例常数是地球的重力加速度。

## 性质
因为： {\displaystyle y=kx} ，等同于 {\displaystyle x={\frac {y}{k}},(k\neq 0)}；因此可推出，若 {\displaystyle y} 与 {\displaystyle x} 之间存在正比关系，则 {\displaystyle x} 与 {\displaystyle y} 之间也存在正比关系。{\displaystyle y} 与 {\displaystyle x} 的正比关系也可以被解读为一条在二维直角坐标系穿过原点的直线，其斜率为比例常数{\displaystyle k}。
比例关系中，位于两端的两数（外项）之积等于位于中间的两数（內项）之积。即：{\displaystyle {\frac {a}{b}}={\frac {c}{d}}\iff ad=bc}

## 反比关系

的函数图像

在上面定义中，我们说有时称两个成比例的变量成正比例，这是为了和反比例关系相对应：
如果两变量中，一个变量和另外一个变量的倒数成正比；或同样的：若这两变量的乘积是一个常数，则称这两个变量成反比例（或相反地变化)的，从而可继续推出：若存在一非零常数{\displaystyle k}，使：{\displaystyle y={\frac {k}{x}}}{\displaystyle (x\neq 0)}，则变量{\displaystyle y}和变量{\displaystyle x}成反比。
反比例关系的概念基本上说明的是这样一种关系，即：当一个变量的值变大时，另一变量的值相应变小，且两者之积总是保持为一常数（即比例常数）。举例来说：运动中的车辆走完一段路程所花费的时间是和这辆车运动的速度成反比的；在地上挖个坑所花的时间也（大致地）和雇来挖坑的人数成反比的。
在笛卡尔坐标平面上，两个具有反比例关系的变量的图形是一对双曲线，该图线上的每一点的 X 和 Y 坐标值之积总是等于比例常数{\displaystyle k}。由于{\displaystyle k}非零，所以图线不会与坐标轴相交。

## 指数比例和对数比例
若变量{\displaystyle y}与变量{\displaystyle x}的指数函数成正比，即：若存在非零常数{\displaystyle k}，使：{\displaystyle y=ka^{x}}，则称{\displaystyle y}与{\displaystyle x}成指数比例。
类似地，若变量{\displaystyle y}与变量{\displaystyle x}的对数函数成正比，即：若存在非零常数{\displaystyle k}，使：{\displaystyle y=k\log _{a}{x}}，则称{\displaystyle y}与{\displaystyle x}成对数比例。

## 确定比例关系的实验方法
用实验方法确定两个物理量是否具有正比关系，可采用这样的办法：
即进行多次测量，并在笛卡尔坐标系中将这些测量结果用多个点来表示，以此绘制出这些点的分布图形；
如果所有点完全（或接近）地落在一条穿过原点{\displaystyle (0,0)}的直线上，则这两个变量（很有可能）具有比例常数等于该直线斜率的正比关系。

## 扩展阅读
- "Ratio" The Penny Cyclopædia vol. 19 （页面存档备份，存于）, The Society for the Diffusion of Useful Knowledge (1841) Charles Knight and Co., London pp. 307ff
- "Proportion" New International Encyclopedia, Vol. 19 2nd ed. (1916) Dodd Mead & Co. pp270-271 （页面存档备份，存于）
- "Ratio and Proportion" Fundamentals of practical mathematics, George Wentworth, David Eugene Smith, Herbert Druery Harper (1922) Ginn and Co. pp. 55ff （页面存档备份，存于）
- . trans. Sir Thomas Little Heath (1908). Cambridge Univ. Press. : 112ff  [2013-05-14]. （原始内容存档于2020-08-03）.
- D.E. Smith, History of Mathematics, vol 2 Dover (1958) pp. 477ff
- Development of Multiplicative Reasoning in the Learning of Mathematics, p.189, Ratio vs. Rate （页面存档备份，存于）